# Carl Bernhard Trinius

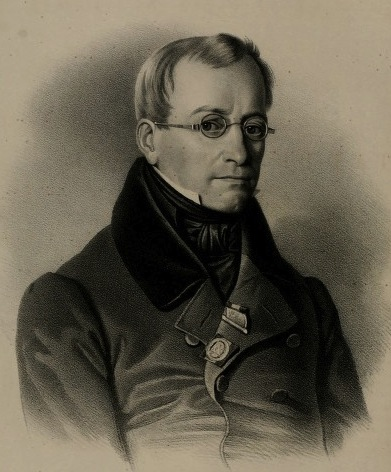
Carl Bernhard Trinius

 Carl Bernhard von Trinius, auch Karl Bernhard Trinius (* 7. März 1778 in Eisleben; † 29. Februarjul. / 12. März 1844greg. in Sankt Petersburg) war ein deutscher Arzt, Dichter und Botaniker. Er gründete das Botanische Museum in St. Petersburg und war Leibarzt und Lehrer des Zaren Alexander II.  Sein offizielles botanisches Autorenkürzel lautet „Trin.“

## Leben
Trinius wurde am 7. März 1778 in Eisleben geboren. Er war der Sohn des evangelischen Pfarrers Johann Anton Trinius (1722–1784) und der Charlotte Hahnemann (1752–1812), einer Schwester des Begründers der Homöopathie Samuel Hahnemann.
Sein Vater starb früh, und so heiratete seine Mutter den Lehrer Müller aus Eisleben. Nach dem Abitur in Eisleben studierte Trinius 1792–1802 Medizin, zuerst in Jena, dann in Halle an der Saale, wo er sein Interesse für die Botanik entdeckte, und zuletzt in Leipzig. In Göttingen promovierte er 1802 zum Doktor der Medizin.
Nach Abschluss des Studiums zog Trinius in die deutsch-russischen Ostseeprovinzen. Um in Russland eine Anstellung als Arzt zu finden, legte er in Dorpat noch einmal sein Examen ab und erhielt sofort eine Stelle auf dem Landgut Gawen in Kurland.
Wenig später siedelte er offenbar in die Stadt Hasenpoth in Lettland um, wo er den Dichter Ulrich von Schlippenbach (1774–1826) und den Schriftsteller Mirbach kennenlernte. 1804 heiratete er Josepha Boriskovski (1775–1857). Sie hatten eine Tochter Amalie (1805–91), die  1831 den russischen Generalmajor und späteren Homöopathen Michael von Bulmerincq (1805–93) heiratete. Im Jahre 1808 gab Trinius seine Praxis in Hasenpoth auf und wurde der Leibarzt der Herzogin Antoinette von Württemberg. Bis zum Tode der Herzogin 1824 nahm er an vielen Reisen teil, die ihn durch Deutschland und Russland führten. So begleitete Trinius die Herzogin 1811–1815 nach St. Petersburg, wo er Freundschaft mit Ernst Moritz Arndt schloss und auch Zeit für wissenschaftliches Arbeiten fand. 1816–1822 lebte Trinius in Wizebsk (Weißrussland).
1822 nach St. Petersburg zurückgekehrt, wurde er – infolge seiner wissenschaftlichen botanischen Arbeiten – ordentliches Mitglied der Kaiserlichen Akademie der Wissenschaften. Als 1824 die Herzogin starb, ernannte man ihn zum kaiserlichen Leibarzt. Trinius ließ sich nun in St. Petersburg nieder, wo er neben seiner ärztlichen Praxis im Fachbereich Botanik arbeitete. Von 1829 bis 1833 unterrichtete Trinius den späteren Zaren Alexander II in den Naturwissenschaften.
1830 beendete Trinius seine ärztliche Praxis, um sich von nun an dem Studium der Homöopathie zu widmen. Er korrespondierte mit seinem Onkel Samuel Hahnemann. Ab 1836 besuchte er im Auftrage der kaiserlichen Akademie die botanischen Sammlungen im Ausland. Nach mehreren Schlaganfällen, 1837 in München und 1838 in Dresden, starb er 1844 in St. Petersburg an Wassersucht im „Schoße seiner Familie“.

## Leistungen
Trinius hat 34 Botanische Abhandlungen und weitere Manuskripte botanischen Inhaltes verfasst. Außerdem hat er in vielen Einzelabhandlungen die botanische Ausbeute russischer Reisender beschrieben. Kurz vor seinem Tode vermachte Trinius sein „Herbarium of Carl Bernhard von Trinius“, eine botanische Sammlung mit 4000 bis 5000 Pflanzenbelegen, die heute noch von grundlegender wissenschaftlicher Bedeutung ist, dem Botanischen Museum St. Petersburg. Alle Pflanzen wurden in der ersten Hälfte des 20. Jahrhunderts auf Karton montiert. Dazu gehören viele Notizen und detaillierte Zeichnungen, die durch Trinius angefertigt worden waren. 1994 wurde in einem gemeinsamen Projekt zwischen dem Komarov Botanischen Institut und dem Smithsonian Institute (USA) ein digitaler Katalog angelegt. 1995 wurde die Trinius-Sammlung auf Microfiche veröffentlicht.
Bernhard Trinius war auch Dichter. So hat er einige Gedichte in Zeitschriften und Taschenbüchern veröffentlicht, er versuchte sich auch als Dramendichter. Nach seinem Tode gaben zwei seiner Freunde eine Sammlung seiner hinterlassenen poetischen Erzeugnisse heraus.

## Ehrungen
1821 wurde er zum Mitglied der Deutschen Akademie der Naturforscher Leopoldina gewählt. Der Botaniker Georg Franz Hoffmann benannte zu Ehren von Trinius die Pflanzengattung Trinia aus der Familie der Doldenblütler (Apiaceae). Auch die Pflanzengattungen Triniella Calest. aus der Familie der Doldenblütler und Triniochloa Hitchc. aus der Familie der Süßgräser (Poaceae) sind nach ihm benannt.

## Schriften und Werke
- mit Joseph Liboschitz: Flore des environs de St.-Pétersbourg et de Moscou, Sankt Petersburg: Pluchart 1811
- 1820: Fundamenta Agrostographiae, Botanisches Standardwerk
- Über das Wesen und die Bedeutung der menschlichen Haare und der Zähne.
- 1828: Species graminum, iconibus et descriptionibus illustravit C. B. Trinius [...]. Petersburg 1828 ff.
- 1848: Gedichte von Dr. B. C. Trinius, herausgegeben von zweien seiner Freunde, Berlin 1848